# Koninklijke Nederlandse Voetbalbond
Koninklijke Nederlandse Voetbalbond, zkráceně KNVB, je řídící orgán nizozemského fotbalu. Organizuje nizozemské ligové soutěže (Eredivisie, Eerste Divisie a nižší) a pohár. Pod její vedení spadá nizozemská reprezentace mužů a nizozemská reprezentace žen. Je jedním ze zakládajících členů FIFA. Prezidentem je Jen Spee.
Tři roky provozovala společně s belgickým protějškem společnou ženskou ligu, BeNe League. Sídlí v Zeistu.